# Can Venc
Can Venc és una casa de Tavertet (Osona) inclosa a l'Inventari del Patrimoni Arquitectònic de Catalunya.

## Descripció
Casa aïllada de teulada a doble vessant amb el carenen perpendicular a la façana. a la planta baixa de la façana principal s'obre la porta principal amb llinda i brancals de carreus i una petita finestra amb els brancals fets amb maó. Al primer pis hi ha dos finestres fets en carreus de pedra. la façana està arrebossada i pintada. Es conserven restes de l'era enrajolada que actualment forma part del carrer.